# Kapsas
Kapsas  este un oraș în Grecia în Prefectura Arcadia.